# Mikhéievskoie
Mikhéievskoie (en rus: Михеевское) és un poble de l'óblast d'Ivànovo, a Rússia, que en el cens del 2010 tenia 12 habitants.